# Портовик (Чорноморськ)
Футбольний клуб «Портовик» — колишній український та радянський футбольний клуб з міста Чорноморська Одеської області. Заснований у 1962 році, розформований у 2002 році внаслідок фінансових труднощів.

## Історія
Команда створена у 1962 році.
На початку 90-х років минулого століття носила назву «Енергія». 
До 1995 року виступала у змаганнях колективів фізкультури. Припинила своє існування через фінансові проблеми після сезону 2001/02.

## Досягнення
- Чемпіон України серед аматорів (1): 1994/95
- Чемпіон Одеської області (6): 1971, 1972, 1973, 1975, 1977, 1979
- Срібний призер Одеської області (3): 1967, 1974, 1989
- Бронзовий призер Одеської області (3): 1968, 1969, 1970

- Володар Кубка Одеської області (4) 1970, 1973, 1977, 1979
- Фіналіст Кубка Одеської області (2): 1975, 1989

## Всі сезони в незалежній Україні
| Сезон   | Чемпіонат     | Чемпіонат | Чемпіонат | Чемпіонат | Чемпіонат | Чемпіонат | Чемпіонат | Чемпіонат | Кубок           | Кубок | Кубок | Кубок | Кубок | Кубок | Кубок | Примітка                                           |
| Сезон   | Ліга          | Місце     | І         | В         | Н         | П         | М         | О         | Етап            | І     | В     | Н     | П     | М     | О     | Примітка                                           |
| ------- | ------------- | --------- | --------- | --------- | --------- | --------- | --------- | --------- | --------------- | ----- | ----- | ----- | ----- | ----- | ----- | -------------------------------------------------- |
| 1995/96 | Друга Група Б | 14 з 21   | 38        | 14        | 5         | 19        | 30-56     | 47        | 1/32 фіналу     | 3     | 1     | 1     | 1     | 3−5   | 3     |                                                    |
| 1996/97 | Друга Група Б | 11 з 17   | 32        | 11        | 7         | 14        | 27−28     | 40        | 1/16 фіналу     | 4     | 3     | 1     | 0     | 7−2   | 7     |                                                    |
| 1997/98 | Друга Група Б | 10 з 17   | 32        | 10        | 10        | 12        | 36−45     | 40        | 1/128 фіналу    | 0     | 0     | 0     | 0     | 0−0   | 0     | Відмова від участі в кубку                         |
| 1998/99 | Друга Група Б | 5 з 16    | 26        | 11        | 8         | 7         | 33−31     | 41        | Попередній етап | 2     | 0     | 0     | 2     | 1−7   | 0     |                                                    |
| 1999/00 | Друга Група Б | 4 з 14    | 26        | 13        | 3         | 10        | 39−37     | 42        | —               | —     | —     | —     | —     | —     | —     |                                                    |
| 2000/01 | Друга Група Б | 11 з 15   | 28        | 7         | 5         | 16        | 26−40     | 26        | —               | —     | —     | —     | —     | —     | —     |                                                    |
| 2001/02 | Друга Група Б | 7 з 18    | 34        | 16        | 7         | 11        | 39−35     | 55        | 1/32 фіналу     | 8     | 5     | 1     | 2     | 8−5   | 11    | знявся із змагань до початку наступного чемпіонату |
| Всього  | Друга         | 7 сезонів | 216       | 82        | 45        | 89        | 230−272   | 209       | >4 сезони       | 17    | 9     | 3     | 5     | 19−19 | 21    |                                                    |